# ヘンリー・マックレイ

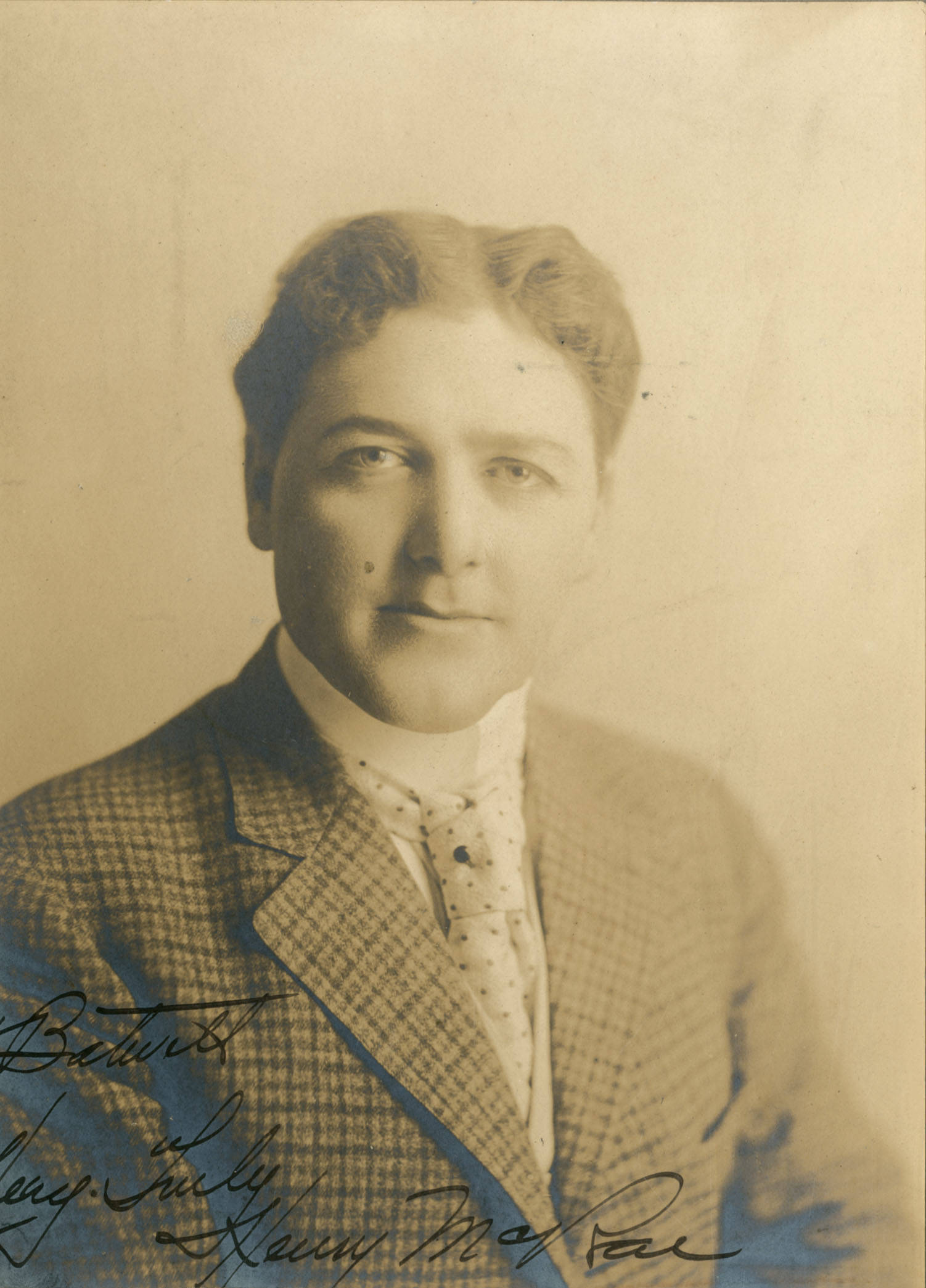
ヘンリー・マックレイ

ヘンリー・マックレイ（Henry MacRae, 1876年8月29日 - 1944年10月2日）は、カナダ出身のアメリカ合衆国の映画監督、脚本家、映画プロデューサーである。本名ヘンリー・アレクサンダー・マックレイ（Henry Alexander MacRae）。クレジットではHenry McRae）とつづられることもあった。

## 人物・来歴
1876年（明治9年）8月29日、カナダのオンタリオ州トロントに生まれる。
映画界に入ったのはアメリカ合衆国に移住してからで、セリグ・ポリスコープ・カンパニーに入社、1912年（大正元年）、短篇映画 A Heart in Rags を監督、同年、バイソン・モーション・ピクチャーズに移り、以降同社で短篇映画を量産、ユニヴァーサル・フィルム・マニュファクチュアリング・カンパニー（現在のユニバーサル・ピクチャーズ）がこれらを配給した。1915年（大正4年）、ユニヴァーサル傘下のインディペンデント・ムーヴィング・ピクチャーズに移籍する。1916年（大正5年）にユニヴァーサル傘下に設立された子会社・ブルーバード映画でも、イーディス・ジョンソンを主演に『戦陣』を監督、同作は日本でも公開された。
1920年代からプロデューサー業も兼ね始め、1933年（昭和8年）製作・公開のトーキー Rustlers' Roundup を監督して以降は、プロデューサーに専念した。
1944年（昭和19年）10月2日、カリフォルニア州ロサンゼルス郡ビバリーヒルズで死去した。満68歳没。

## おもなフィルモグラフィ
特筆以外は監督である。
- A Heart in Rags : 1912年
- In the Secret Service : 1913年
- 『生?死?肉』[3] In the Midst of the Jungle : 主演ホバート・ボズワース、1913年
- The Werewolf : 主演クラレンス・バートン、1913年
- 『ハートの3』 The Trey o' Hearts : 1914年 - ウィルフレッド・ルーカスと共同で監督
- 『快漢ロロー』[4] Liberty : 1916年 - ジャック・ジャッカードと共同で監督
- 『戦陣』 Behind the Lines : 主演イーディス・ジョンソン、1916年
- 『大陰謀』 The Conspiracy : 1916年
- Guilty : 主演ハリー・ケリー、1916年
- 『幽霊船』（別題『秘密船』） The Mystery Ship : 1917年
- 『的の黒星』 Bull's Eye : 1917年
- 『幽霊騎手』 The Phantom Riders : 監督ジャック・フォード、1918年 - 原作
- 『強力エルモ』 Elmo the Mighty : 1919年
- 『龍の網』 The Dragon's Net : 1920年 - 監督・脚本
- 『乗馬警官』 Cameron of the Royal Mounted : 1921年
- Miss Suwanna of Siam : 1923年
- 『必勝の意気』 Racing for Life : 1924年
- 『彼女の払った償』 The Price She Paid : 1924年
- 『スペードの一』 Ace of Spades : 1925年
- 『深紅の光線』 The Scarlet Streak : 1925年
- 『電話の秘密』 Strings of Steel : 1926年
- The Trail of the Tiger : 1927年
- Burning the Wind : 1929年
- 『猛虎ターザン』 Tarzan the Tiger : 1929年
- The Ace of Scotland Yard : 1929年
- 『インデァン来る』 The Indians Are Coming : 1930年
- The Jade Box : 1930年
- 『冒険島』 Danger Island : 監督レイ・テイラー、1931年 - 原作・プロデューサー
- The Lost Special : 1932年 原作・コナン・ドイル
- Rustlers' Roundup : 1932年 - 監督最終作
- 『魔海』 Pirate Treasure : 監督レイ・テイラー、1934年 - アソシエイト・プロデューサー
- 『天空快走王』 Tailspin Tommy in The Great Air Mystery : 監督レイ・テイラー、1935年 - プロデューサー
- 『超人対火星人』 Flash Gordon : 監督フレデリック・ステファニ、1936年 - プロデューサー
- 『ファントム・クリープス ゾルカ博士の野望』 The Phantom Creeps : 監督フォード・ビーブ / ソウル・A・グッドカインド、1939年 - アソシエイト・プロデューサー
- 『フラッシュ・ゴードン 謎の惑星モンゴ』 Flash Gordon Conquers the Universe : 監督フォード・ビーブ / レイ・テイラー、1940年

## 関連事項
- en:Canadian pioneers in early Hollywood
- 多重露出 （en:Multiple exposure）
- セリグ・ポリスコープ・カンパニー （en:Selig Polyscope Company）
- インディペンデント・ムーヴィング・ピクチャーズ （en:Independent Moving Pictures）

## 註
1. 1 2 3 4 5 6 7 8  Henry MacRae, Internet Movie Database （英語）, 2010年4月23日閲覧。
2. ↑  『ブルーバード映画の記録』 : 製作・著・発行山中十志雄・塚田嘉信、1984年4月、p.60-63.
3. ↑  『20世紀アメリカ映画事典 1914-2000日本公開作品記録 索引』、畑暉男編、カタログハウス、2002年 ISBN 4905943507、p.76.
4. ↑  『20世紀アメリカ映画事典 1914-2000日本公開作品記録 索引』、p.28.